# 3차원 신문
3차원 신문은 3D 안경을 착용해야 볼 수 있는 신문을 말한다. 최초의 3D 신문은, 벨기에에서 발행된 2010년 3월 9일자 La Dernière Heure 신문이다. 중국에서는 같은 해 4월 16일자 스옌 이브닝 뉴스에서도 발행했으며, 대한민국의 경우, 2011년 9월 21일자 중앙일보 첫면에 3D 안경을 착용해야 볼 수 있는 사진이 기재되었다.